# Club de Deportes Iquique
Club de Deportes Iquique är en fotbollsklubb från Iquique i Chile. Klubben grundades den 21 maj 1978 och bytte 2003 namn till Club Deportivo Municipal Iquique men bytte tillbaka till Club de Deportes Iquique redan 2010. Deportes Iquique gjorde debut i den högsta divisionen, Primera División, redan 1980 och spelade kvar fram till säsongen 1990 då de åkte ur och har sedan dess gjort några gästspel i den högsta divisionen. Säsongen 1980 vann Deportes Iquique dessutom Copa Chile. Deportes Iquique vann Primera B 2010 med fem poängs marginal och gick således upp i Primera División 2011. 2010 vann Iquique även Copa Chile vilket innebar en direktplats till Copa Sudamericana 2011. Deltagandet i turneringen innebar den första större internationella turneringen för Deportes Iquiques del, däremot mötte de inget utländskt lag utan spelade mot Universidad Católica i den första omgången och åkte ur.
Deportes Iquique deltog även i Copa Libertadores 2013 efter att ha kommit tvåa i den sammanlagda tabellen 2012. I turneringen slog de först ut León och fick sedan delta i en grupp med Peñarol (Uruguay), Vélez Sarsfield (Argentina) och Emelec (Ecuador). Deportes Iquique kom dock sist i gruppen efter enbart 3 poäng efter en seger mot Emelec hemma.
2014 lyckades Deportes Iquique återigen vinna Copa Chile efter en seger mot Huachipato. 

## Meriter
- Copa Chile:
  - Vinnare: 1980, 2010, 2013/14